# Maryorie Pérez
Maryorie Nicole Pérez Rodríguez (nacida el 25 de noviembre de 1997) es una futbolista panameña que juega como defensora en el Santa Fe FC de la Liga de Fútbol Femenino de Panamá.

## Trayectoria

### Chorrillo FC
Comenzó a jugar en la Liga de Fútbol Femenino en el 2017 con el club Chorrillo FC.

### Tauro FC
En el 2018 fue anunciada como nueva jugadora del Tauro FC. Disputó la Liga de Fútbol Femenino 2018 llegando hasta semifinales, el Torneo Clausura 2019 LFF, quedó subcampeona del Torneo Apertura 2019 LFF y el Torneo Edición 2020 LFF, salió campeona con el club del Torneo Apertura 2021, de la Superfinal de Liga de Fútbol Femenino de Panamá 2020-21, del Torneo Clausura 2021 LFF, de la Liga de Fútbol Femenino 2022 y del Torneo Apertura 2023 LFF.

### Mario Méndez FC
El 15 de octubre de 2023 fue anunciada como nueva jugadora del Mario Méndez FC.

### Santa Fe FC
El 22 de enero de 2024, fue anunciada como nueva jugadora del Santa Fe FC. Salió campeona del Torneo Apertura 2024 Liga de Fútbol Femenino

## Selección nacional
Pérez disputó un partido en el Campeonato Femenino de CONCACAF 2018. Disputó 3 partidos en el Preolímpico Femenino de Concacaf de 2020.

## Clubes
| Club            | País   | Año         |
| --------------- | ------ | ----------- |
| Chorrillo FC    | Panamá | 2017        |
| Tauro FC        | Panamá | 2018 - 2023 |
| Mario Méndez FC | Panamá | 2023        |
| Mario Méndez FC | Panamá | 2024 - act. |

## Palmarés

### Títulos nacionales
| Título           | Club        | País   | Año     |
| ---------------- | ----------- | ------ | ------- |
| Primera División | Tauro FC    | Panamá | 2021-A  |
| Superfinal LFF   | Tauro FC    | Panamá | 2020-21 |
| Primera División | Tauro FC    | Panamá | 2021-C  |
| Primera División | Tauro FC    | Panamá | 2022    |
| Primera División | Tauro FC    | Panamá | 2023-A  |
| Primera División | Santa Fe FC | Panamá | 2024-A  |